# Tarra (rijeka u Kolumbiji)
Tarra je rijeka u Kolumbiji. Ulijeva se u rijeku Catatumbo i pripada slijevu jezera Maracaibo.

## Vanjske poveznice
|  | Zajednički poslužitelj ima još gradiva o temi Tarra (rijeka u Kolumbiji) |